# San Paolo (miniserie televisiva)
San Paolo è una miniserie televisiva che narra la vita di Paolo di Tarso. Venne trasmessa in prima visione assoluta in due puntate il 3 e il 4 dicembre 2000. Successivamente, è stata rimasterizzata in una versione film TV di un'unica puntata.

## Trama
Gerusalemme, Provincia romana della Giudea, Palestina, 33.
La guardia giudaica farisea Saul di Tarso, figlio di un defunto mercante di tende e cittadino romano, appena giunto nella Giudea da Tarso, incontra in città i primi seguaci di Gesù, un falegname della Galilea di recente catturato e ucciso dai giudaici ebrei (farisei e sadducei) e dai romani, ingiustamente per eresia, e da poche settimane salito al cielo, in quanto figlio di Dio, il vero Messia, all'insaputa di molti. Il migliore amico di Saul, Ruben, un influente ed arrogante sadduceo sacerdote del Sinedrio ebraico, che intende succedere al defunto Sommo Sacerdote Caifa, sta lottando aspramente, con i suoi compagni sacerdoti e il loro nuovo Sommo capo Alania, affinché questa fede su Gesù Cristo, religione "cristiana", ritenuta blasfema e meschina, venga distrutta sul nascere, ma il vecchio e rispettato sacerdote ebraico Gamaliele, maestro di Saul, invita tutti quanti alla prudenza senza razzismo. Nel frattempo il capo dei cristiani e primo papa, San Pietro apostolo, viene arrestato con san Giovanni, ma riesce a liberarsi dalla prigione solo con le sue preghiere e guarisce per miracolo il paralitico Amos, come fece Gesù, il quale manda lo Spirito Santo sui suoi amici discepoli sotto forma di fiammelle, mentre si festeggia la Pentecoste ebraica di Mosè.
Il giovane Saul, nel 36, assiste al linciaggio del primo diacono di Gesù, santo Stefano, lapidato e ucciso da Ruben, e all'incarcerazione dell'apostolo cristiano Barnaba, un mercante di frutta e verdura a cui tre anni prima aveva salvato la vita da tre ladri durante il suo arrivo in città. Dopo aver scoperto che un gruppo di cristiani sta per diffondersi fino a Damasco, il re ebraico autoctono della Palestina, Erode Antipa, e il Sommo Sacerdote Alania incaricano Saul di comandare una spedizione volta ad arrestare gli adepti di tale dottrina ed ucciderli tutti, poiché diversi dagli ebrei e dal loro Dio, prima che venga il popolo straniero conquistatore della Giudea, i romani, a schiacciare delle possibili rivolte che potrebbero far scoppiare stesso i giudei cristiani. Molti seguaci di Gesù vengono catturati già a Gerusalemme, mentre Amos, anch'egli divenuto cristiano, viene ucciso da Saul.
Ma, lungo la via di Damasco con Ruben, Saul viene accecato dalla luce di Gesù Cristo, il quale lo invita dal cielo a entrare in città per ricevere istruzioni cristiane. Impazzito e stravolto, dopo tre giorni recupera la vista tramite un miracolo di Anania, un seguace cristiano, capendo che Gesù è il Messia annunciato da Geremia, è l'unico uomo risorto in quanto figlio di una donna e dello Spirito Santo, non di un uomo, e l'unico in grado di resuscitare i morti umani quando era ancora sulla Terra: non sono due dei, anche se Gesù è figlio di Dio, a differenza degli ebraici, per i quali Dio/Jhavè è uno solo. Convertitosi alla parola di Cristo, Saul depone le armi e si fa perdonare e battezzare da Barnaba, oltre a chiamarsi Paolo, il suo nome romano.
Braccato dai soldati di Ruben, diventatogli nemico dopo aver scoperto la sua conversione, Paolo ritorna a Gerusalemme dopo un lungo viaggio compiuto da solo a piedi. Nella Città Santa, incontra Pietro, che, dopo un primo istante di insicurezza, lo accetta come nuovo cristiano, e gli conferisce l'autorità di insegnare la parola di Gesù, come apostolo postumo.
Ruben continua a dargli la caccia, ma senza successo. Quando scopre che la moglie Dina è anch' ella cristiana come lo era anche la madre di lui prima di morire, il sacerdote, con l'approvazione di Erode, la usa come pedina per giungere ai cristiani ed essere nominato Sommo Sacerdote da Alania e dal re ebraico, dopo le esecuzioni. Durante gli arresti, riesce clamorosamente a catturare perfino San Pietro e a far uccidere da Erode san Giacomo, fratello di Giovanni, mentre Dina, scoperte le intenzioni del marito, lo ripudia e annulla il matrimonio con Ruben; Maria, madre di Gesù, la conforta. Ma Pietro evade qualche giorno dopo per via di alcuni angeli che gli aprono le porte della cella di nuovo, così Alania non nomina Ruben Sommo Sacerdote, frantumando la sua ambizione, mentre il sadico Erode Antipa fa uccidere, con l'ingiusta accusa di corruzione, le guardie giudaiche che sorvegliavano Pietro.
Passano molti anni e Paolo si reca con Barnaba in ogni dove dell'Impero Romano, da Tarso ad Atene, da Troia a Efeso, da Corinto alla Spagna e all'Egitto, riscuotendo numerosi successi e battezzando parecchie persone, pur non riuscendo ad entrare a Roma, capitale dell'Impero, nella quale egli desidera diffondere la parola di Gesù. Arrivato a Cipro, cade vittima di un'aggressione di Ruben, aiutato da alcuni balordi romani, con i quali lapida l'ex-amico e Barnaba. Gamaliele rimprovera Ruben di aver rovinato un uomo solo per ambire al proprio sogno di Sommo Sacerdote, ma egli non lo ascolta. Paolo e Barnaba, salvatisi dalle pietre, convinceranno Pietro e gli altri a battezzare come cristiani non solo i giudei e i popoli di religione ebraica, ma anche le altre nazioni, come i romani, che sono pagani, così gli apostoli approvano la richiesta nel concilio di Gerusalemme. Mentre Erode Antipa muore e sale al trono ebraico Agrippa, Paolo viene arrestato e pestato da Ruben davanti alla sinagoga tempio di Gerusalemme, dopo essere stato condotto davanti ai soldati romani del defunto imperatore Claudio, anche se il Tribuno, nuovo governatore romano della Giudea dopo Pilato, vuole lasciarlo stare, dato che l'apostolo è cittadino romano di nascita. Ma Ruben, vedendo che le guardie giudaiche non possono aiutarlo, dato che Paolo ha affrontato Alania, si allea con alcuni centurioni romani corrotti, tra cui il generale Gaius, che gli ordina di uccidere Paolo, ritenuto traditore della cittadinanza romana dopo aver esteso il battesimo anche a molti soldati della loro nazione, che non sono più pagani. Ruben, per la congiura contro Paolo, si allea con giudei ebraici potenti e ricchi come lui, giurando di non toccare cibo e bevande finché Paolo non morirà. Ma, grazie a Dina e al Tribuno, l'imboscata non viene tesa, e Paolo sarà portato lontano dalla città, a Cesarea, dove nella prigionia scrive le sue prime lettere bibliche ai corinzi, ai colossesi, ecc. La voce di Gesù appare dal cielo e dice a Paolo che egli riuscirà in futuro ad andare a Roma, ma non tornerà più. Il Tribuno lo prende in custodia, ma quando Agrippa vuole assolverlo, Paolo dice che non rinuncerà a dire la verità. Così Paolo, salutato l'amico Barnaba, viene imbarcato per Roma, capitale dell'Impero, dove sarà l'imperatore Nerone a decidere sulla sua sorte, che è d'accordo nello sterminare i cristiani nell'Impero, anche quelli con cittadinanza romana. Ruben, avendo fallito in ciò, viene ucciso dall'alleato Gaius, poiché egli, essendo stato scoperto dopo l'imboscata fallita, sarà arrestato e condannato a morte.
Dopo un viaggio burrascoso, in cui è egli stesso a salvare i suoi aguzzini sulla nave nel mare in tempesta, Paolo giunge alla capitale dell'Impero tanto desiderata, ancora del tutto pagana, dove potrà finalmente coronare il suo antico sogno di parlare di Gesù Cristo al centro del mondo (Roma era la superpotenza mondiale) e a tutte le genti in assoluto, conoscendo pure i futuri evangelisti Luca e Marco, anche se intorno al 60, per razzismo, sarà arrestato di nuovo e, dopo la crocifissione a Roma di Pietro, verrà ucciso per decapitazione, prima della congiura e dell'uccisione di Nerone, come previsto da Gesù a Cesarea.